# Pilea perrieri
Pilea perrieri är en nässelväxtart som beskrevs av Jacques Désiré Leandri. Pilea perrieri ingår i släktet pileor, och familjen nässelväxter. Inga underarter finns listade i Catalogue of Life.